# Église Notre-Dame de Marchin
Pour les articles homonymes, voir Église Notre-Dame.
L'église Notre-Dame est un édifice religieux classé situé dans la commune belge de Marchin en province de Liège. 

## Localisation
L'église se trouve dans le village condrusien de Grand-Marchin dans la rue de l'Église, au sud et à l'écart du centre de la localité.

## Historique
L'édifice composé de trois nefs a été réalisé aux alentours de l'an 1500 dans le style gothique. Ces nefs sont érigées contre la tour romane, de construction antérieure. L'ensemble est restauré en 1851 par l'architecte Émile Vierset-Godin.

## Description
L'église a été construite principalement en moellons de grès pour la tour et les nefs et en pierres calcaires pour le chevet. Le chevet à cinq pans coupés est remarquable. Il possède des baies formées de deux lancettes en forme de trèfle supportant un oculus trilobé  compris dans un encadrement en arc brisé. La façade, remaniée en 1851, comprend un portail d'entrée en arc brisé surmonté par une autre baie en arc brisé ornée de vitraux.

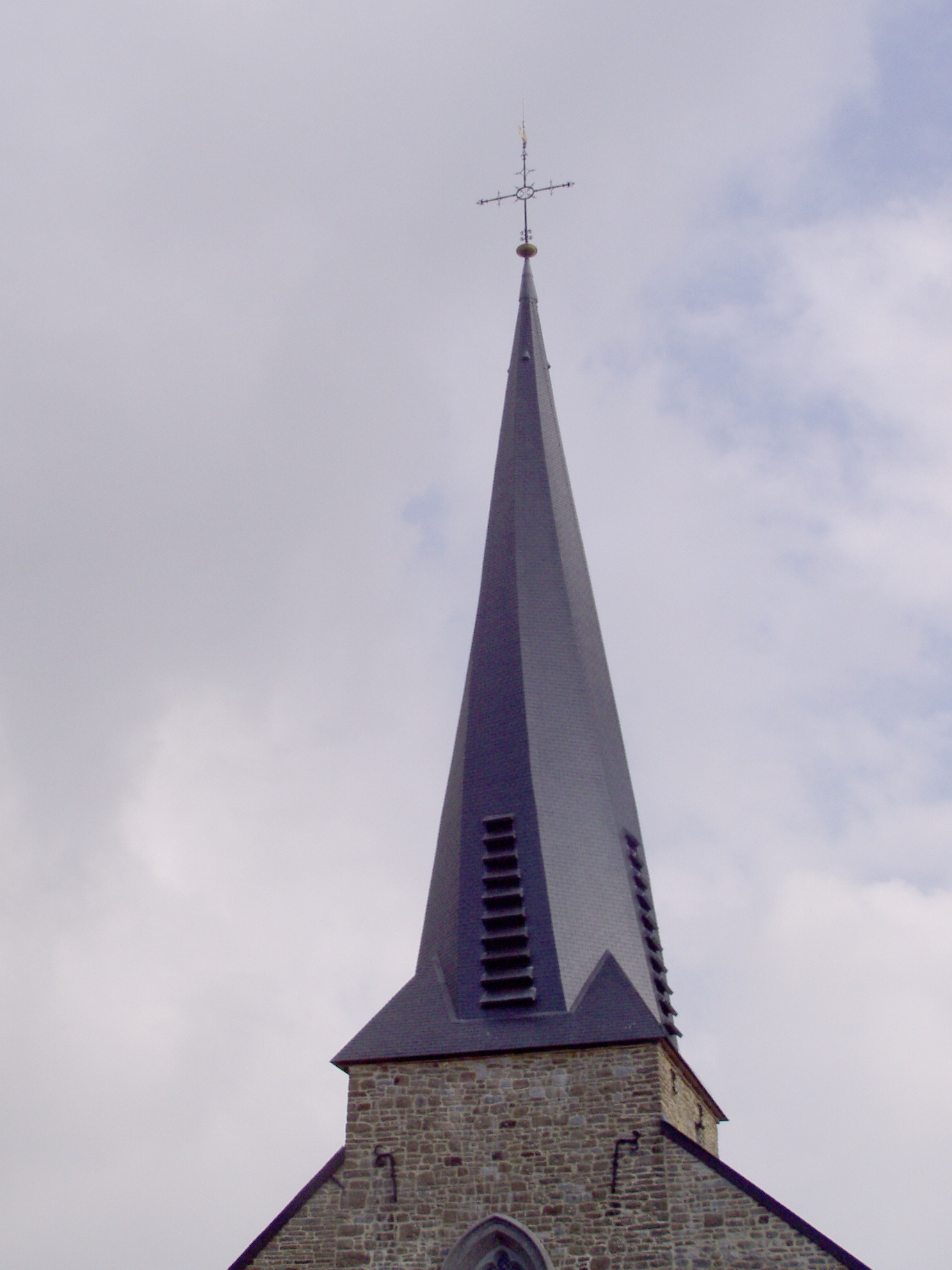

## Clocher tors
L'église possède l'un des onze clochers tors répertoriés en Belgique. Ce clocher était devenu tors au cours des années, puis, la foudre l'a complètement détruit. Il a été reconstruit volontairement tors en 2005. Cette réhabilitation a eu lieu d'avril à fin juillet 2005. Le clocher en ardoises est percé d'abat-sons sur quatre faces et est surmonté d'une croix.

## Classement
L'église est reprise depuis le 1er août 1933 sur la liste du patrimoine immobilier classé de Marchin

## Source et lien externe
- Inventaire du patrimoine de la région wallonne